# 成歡之戰
成歡之戰，又稱牙山戰役，是第一次中日戰爭的第一場主要陸戰，1894年7月於朝鮮王朝忠清道成歡附近爆發，主要參戰方為大清國和大日本帝國，最後以日本陸軍勝利告終。

## 概要
1894年6月8日，葉志超、聶士成率2500清軍，8門山炮在牙山登陸。7月24日，清軍增援牙山，牙山清軍增至3880人。7月25日，朝鮮政府在日本公使大鳥圭介的要求下下令擊退牙山清軍，大島義昌率4000日軍進軍牙山。聶士成部於7月26日移師成歡，並在成歡修建防禦工事。7月28日，日軍到達成歡北面的素沙場。7月29日，日軍攻擊清軍，清軍敗走。

## 戰後
成歡之戰後，交戰雙方才於1894年8月1日正式宣戰。日軍於8月5日返回漢城。葉志超於8月21日、聶士成於8月28日退至平壤。日本勝利。

## 腳注
1. ↑  原田『日清戦争』、19頁。
2. ↑  原田『日清戦争』、81頁。
3. ↑  原田『日清戦争』、83 - 85頁。